# Аполлон-5
«Аполлон-5» (англ. Apollo-5) — перший запуск космічного корабля серії «Аполлон» із Місячним модулем на борту. Експериментальний політ у безпілотному режимі.

## Передумови
Після успішного польоту «Аполлона-4» 9 листопада 1967 року і запуску останнього «Сервеєра-7» 7 січня 1968 року планувалося у січні здійснити запуск «Аполлона-5» ракетою-носієм «Сатурн-1Б» і для перевірки місячного модуля, а за два місяці — «Аполлона-6» ракетою-носієм «Сатурн V» для останнього кваліфікаційного польоту. У випадку успішності обох польотів планувалося здійснити запуск ракетою-носієм «Сатурн-1Б» і пілотованого «Аполлона-7» у липні або серпні, у жовтні ракетою-носієм «Сатурн V» мали б запустити «Аполлон-8».
У випадку невдачі польотів «Аполлон» -5 або -6 було б здійснено додаткову перевірку місячного модуля або третій безпілотний запуск «Сатурна V».

## Задачі польоту
Випробування місячного модуля в умовах відкритого космосу. У рамках випробовувань планувалося двічі використати рідинний ракетний двигун посадкового ступеня місячного корабля, виконати розділення ступенів місячного корабля, змоделювати умови роботи рушійної установки при злеті другого ступеня з поверхні Місяця.
У польоті перевірялися цілісність структури, динаміка апарата і стабільність під час імітації скасування посадки на Місяць. Також перевірялися роботи рушійних систем злітного і посадкового ступенів, початок і закінчення усіх етапів під час посадки, установка місячного модуля, другий ступінь і відсік приладів.

## Емблема
На емблемі показано місячний модуль під час від'єднання посадкового ступеня. Праворуч зображено Місяць. Емблему створила компанія Grumman Aircraft, яка проєктувала місячний модуль.

## Опис
У польоті було використано ракету-носій «Сатурн-1Бі», первісно призначену для «Аполлона-1» (AS-204). Ракета-носій складалася з двох ступенів (S-IB-204 і S-IVB-204) і відсіку приладів, і Місячного модуля (LM-1), вкритого обтічником.
Місячний модуль не мав посадкових опор, оскільки не призначався для посадки, і мав згоріти в атмосфері Землі по закінченні випробувань.

## Підготовка
Оскільки перевірка апарата мала тривати шість місяців, то доставка очікувалася у вересні 1966 року. Перший запуск місячного модуля планувався у квітні 1967 року. Розробка тривала довше очікуваного, тому доставка відкладалася.
У січні 1967 року на стартовому майданчику № 37 було встановлено ракету-носій «Сатурн-1Бі» (AS-206).
У березні 1967 року початкову ракету-носій для «Аполлона-5» (AS-206) було знято зі стартового майданчика.
12 квітня після перевірки на пошкодження на стартовий майданчик № 37 було встановлено ракету-носій AS-204, що перебувала на космодромі з серпня 1966 року, і була знята зі стартового майданчика № 34 у березні.
23 червня 1967 року на космодром було доставлено місячний модуль.
Для перевірки роботи технічних споруд було виготовлено фанерний макет місячного модуля. Використовувалися садові шланги для імітації з'єднання кабелів.
Оскільки місячний модуль не мав складних електричних систем, було ретельніше перевірено рушійну систему.
Упродовж літа й осені було виявлено необхідність значних вдосконалень місячного модуля і неземних технічних споруд.
19 листопада 1967 року Місячний модуль було встановлено на вершині ракети-носія. Без корабля ракета-носій мала висоту 52 м. Місячний корабель було накрито обтічником.
22 грудня відбулася успішна перевірка готовності до польоту.
15 січня 1968 року почалися підготовки до пробного зворотного відліку.
19 січня пробний зворотний відлік успішно закінчився імітацією запуску.
Проблеми з завантаженням самозаймистого палива до місячного модуля відклали запуск зі запланованого 18 січня на 22.
21 січня почався зворотний відлік тривалістю 22 години.
22 січня, за 2,5 год до запуску, внаслідок збою в енергоживленні і наземній комп'ютерній системі відлік було призупинено.

## Політ
Ракета-носій «Сатурн-1Б» (SA-204) з місячним кораблем (загальна маса — 14 380 кг) стартувала 22 січня 1968 року о 22:48:09 UTC. Корабель досяг проміжної орбіти з апогеєм 222 км, перигеєм 163 км, періодом 88,3 хвилини і нахилом орбіти 31,63°.
Двигун другого ступеня вимкнувся після 10 хвилин польоту, апарат вийшов на орбіту за 10 с після цього.
Після 43 хв 52 с польоту, на другому оберті, місячний модуль відокремився від перехідника і вийшов на імітовану трансмісячну орбіту з апогеєм 17 346 км.
Перше включення посадкового двигуна тривало 4 секунди замість запланованих 38 с. Двигун було автоматично відключено навігаційною системою внаслідок недостатньої швидкості. Вимикання двигуна було передбачене програмою пілотованого польоту, щоб надати екіпажу час для аналізу ситуації і ухвалення рішення про необхідність вмикання двигуна для продовження польоту.
Було використано запасний варіант роботи двигуна на 10 % тяги тривалістю 26 с і вмиканням на повну тягу тривалістю 7 с.
Третє вмикання через 32 с після другого тривало 26 на 10 % тяги і 2 с повної тяги для імітації скасування посадки у разі збою в роботі двигуна посадкового ступеня і швидкого вмикання двигуна злітного ступеня.
Після 6 хв 23 с роботи двигун злітного ступеня було увімкнуто на 60 с для повного спалювання палива.
Після 11 год 10 хв випробувань злітний і посадковий ступені залишилися на орбіті, готовими до входження в атмосфери і знищення.
Незважаючи на передчасне вимикання рушійної установки посадкового модуля, політ було визнано успішним і підтверджено роботу усіх систем місячного модуля.
23 січня посадковий ступінь місячного модуля увійшов до атмосфери і згорів у щільних шарах.
12 лютого злітний ступінь місячного модуля увійшов у атмосферу Землі, обгорілі рештки впали за кілька кілометрів на південний захід від острова Гуам.

## Галерея

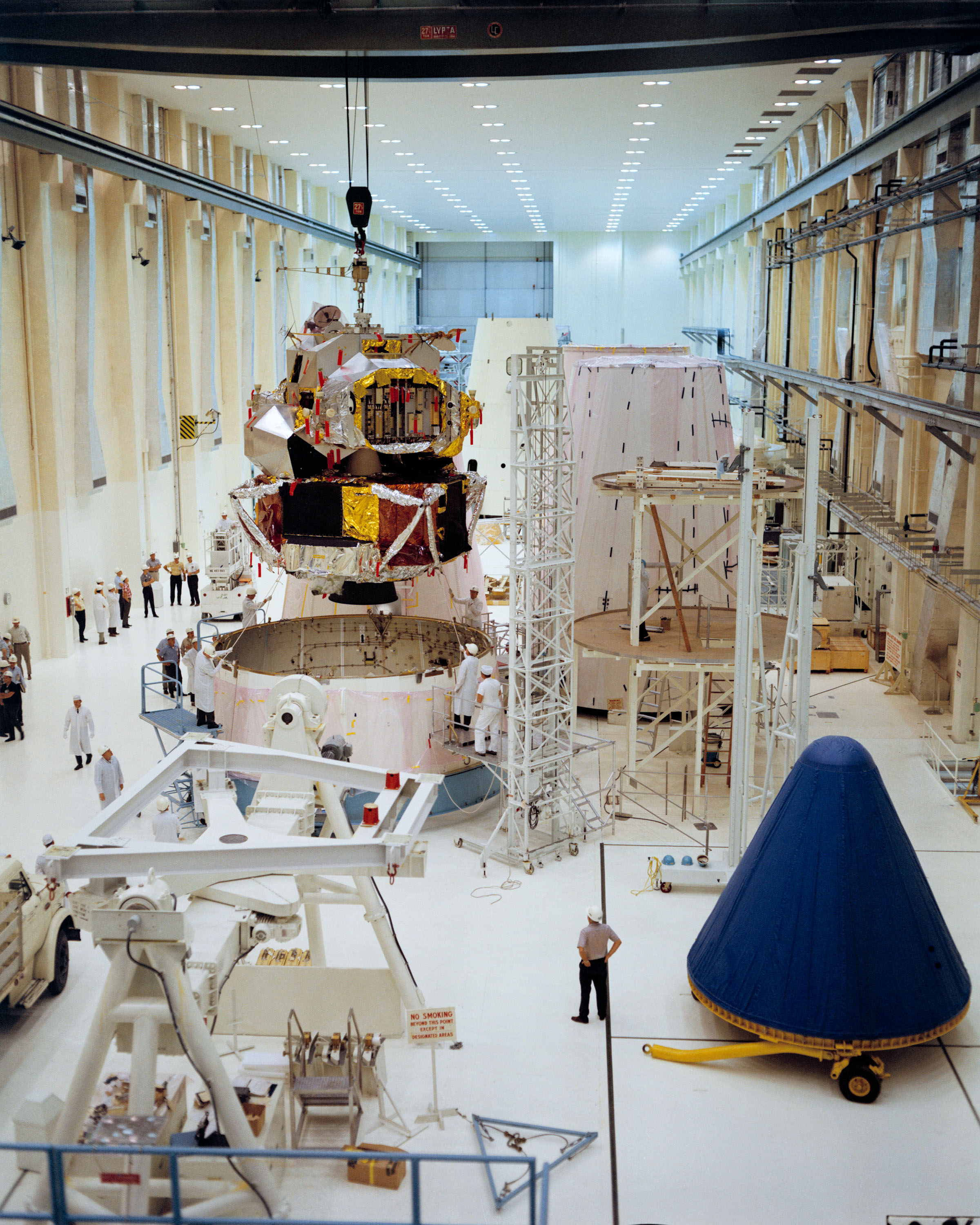
Посадкова частина Місячного модуля під час передстартових тестів
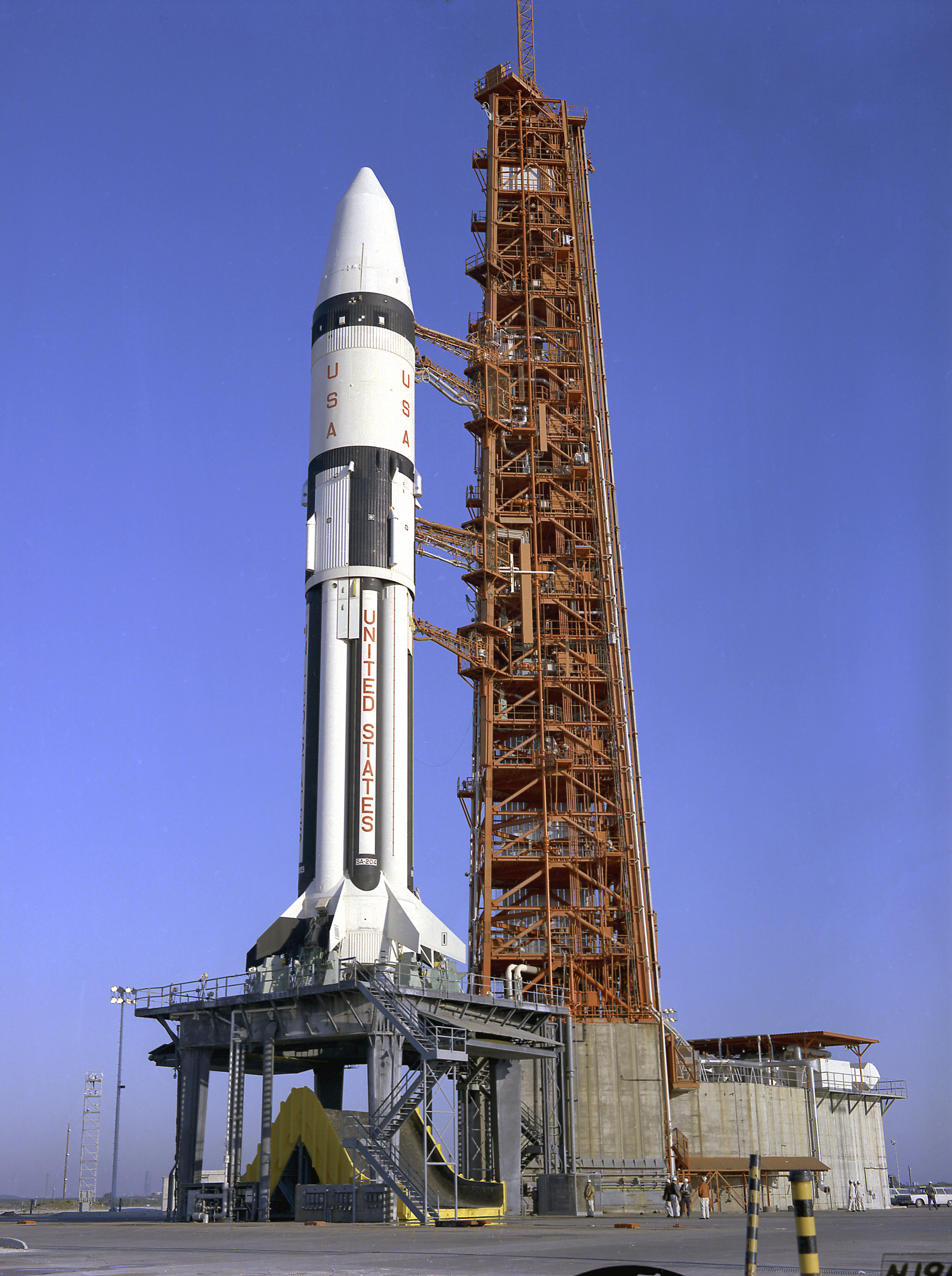
«Аполлон-5» на стартовому майданчику
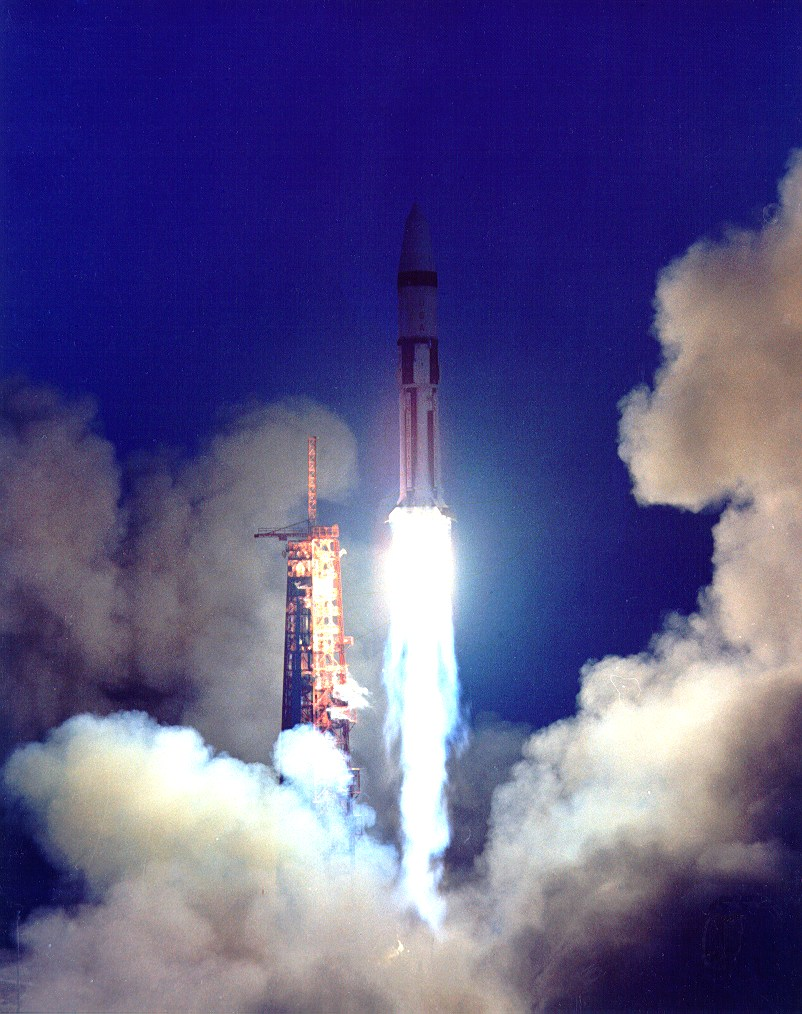
Старт «Аполлона-5»